# Cuegle
El cuegle és un monstre de la mitologia càntabra. Camina en dues potes i té una forma més o menys humanoide, té la pell negra, tres braços sense mans o dits, cinc files de dents, una banya gruixuda i d'un a tres ulls en el seu cap. Un de verd, un de vermell i un de blau.
Malgrat la seva petita grandària, té una gran força. Els cuegle ataquen al bestiar, i tenen fama de robar als bebès del bressol. Els bebès poden ser protegits mitjançant la col·locació de fusta de roure o les fulles de grèvol, que propicien un efecte apotropaic, en el bressol.
En la sèrie de televisió americana Grimm es fa referència a aquest monstre, sent així, originari de la regió càntabra d'Espanya i posseint tres braços i tres ulls. En aquesta versió, però, els braços contenien les mans i els dits i la criatura estava pàl·lida, sense barba i no tenia banya.